# Lampyris orciluca
Lampyris orciluca is een keversoort uit de familie glimwormen (Lampyridae). De wetenschappelijke naam van de soort is voor het eerst geldig gepubliceerd in 1865 door Heer.